# Daschfeld
Das Daschfeld ist ein Naturschutzgebiet in der niedersächsischen Gemeinde Bad Essen im Landkreis Osnabrück.
Das Naturschutzgebiet mit dem Kennzeichen NSG WE 217 ist 130 Hektar groß. Es liegt östlich von Bohmte im Niederungsbereich der Hunte.
Mit dem Schutzgebiet wird ein Ausschnitt der ursprünglichen Kulturlandschaft mit extensiv bewirtschaftetem Grünland erhalten. In Teilen des Schutzgebietes sind Blänken und feuchte Senken angelegt worden. Das Naturschutzgebiet hat so eine große Bedeutung für Wiesenvögel. An die Wiesen und Weiden des Daschfeldes schließen sich intensiv genutzte landwirtschaftliche Nutzflächen an.
Der Südteil des Schutzgebietes wird von einem Altarm der Hunte durchzogen, der streckenweise von Büschen und Bäumen gesäumt ist.
Das Gebiet steht seit dem 18. Dezember 1993 unter Naturschutz. Zuständige untere Naturschutzbehörde ist der Landkreis Osnabrück.